# Ho ritrovato la vita
Ho ritrovato la vita (Impact) è un film noir del 1949 diretto da Arthur Lubin e basato su un soggetto del romanziere Jay Dratler, autore anche della sceneggiatura con Dorothy Davenport (accreditata come Dorothy Reed).
Il film è diventato di pubblico dominio a causa del mancato rinnovo del copyright da parte dei detentori, con il risultato che chiunque ha avuto la possibilità di duplicare e commercializzare copie in VHS e DVD. Per questo motivo esistono in circolazione versioni differenti del film, con diversi montaggi e spesso di qualità molto bassa in quanto derivate da copie di seconda o terza generazione.

## Trama
Irene è la giovane moglie del ricco industriale californiano Walter Williams ed è decisa ad eliminarlo con l'aiuto del suo amante Jim Torrance. Spacciandolo per un suo cugino, convince il marito a dargli un passaggio fino a Denver così da permettere a Jim di ucciderlo simulando un incidente. Il piano fallisce ed è Jim che muore nello scontro frontale con un camion mentre Walter riesce a sopravvivere. Il cadavere trovato sul luogo dell'incidente viene scambiato per quello di Walter che, ancora stordito, si addormenta nel retro di un furgone e finisce in una piccola città dell'Idaho dove comincia una nuova vita sotto il nome Bill Walker. Nel frattempo il detective Quincy comincia a sospettare che le cose non siano andate proprio come sembra ed alla fine ottiene una accusa nei confronti di Irene per l’omicidio del marito in concorso con il proprio amante che al momento risulta scomparso. Ottenuto un lavoro come meccanico in una stazione di servizio, Walter si innamora della proprietaria, la vedova Marsha Peters, che cerca di convincerlo a tornare indietro e scagionare la moglie dall’accusa di omicidio. Ma il ritorno produce una accusa nei suoi confronti per l’omicidio dell’amante della moglie. La perseveranza di Quincy aiutato da Marsha, porteranno però ad ottenere le prove che accuseranno Irene e scagioneranno definitivamente Walter

## Produzione

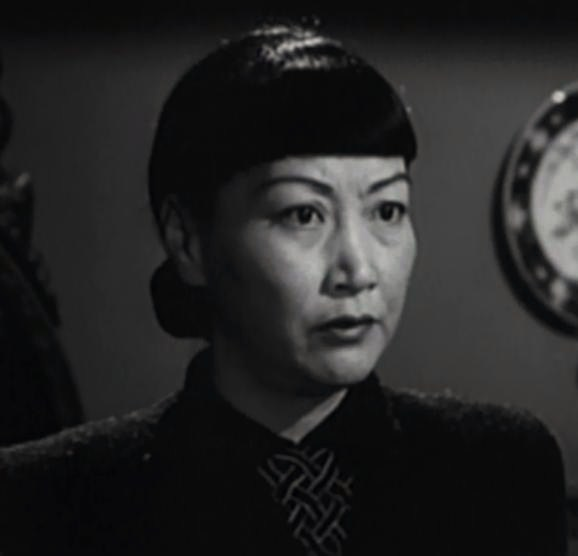
Anna May Wong in una scena del film.

Ho ritrovato la vita segna il ritorno sulle scene di Anna May Wong dai tempi di Il mistero di Burma del 1942, dopo che l'attrice aveva interrotto la sua carriera per dedicarsi alla causa cinese contro il Giappone durante la seconda guerra mondiale.
Il film venne girato interamente in California. Tra le location ci sono il Golden Gate Park e il quartiere Fisherman's Wharf di San Francisco, il Corriganville Movie Ranch nella Contea di Ventura e le città di Sausalito e Larkspur, che nel film corrisponde ad una città fittizia nell'Idaho.
I "Bayview Apartments" in cui vivono Walter e Irene sono in realtà gli storici Brocklebank Apartments di Nob Hill (San Francisco), progettati nel 1926 dall'architetto Charles Peter Weeks e dall'ingegnere William Peyton Day e utilizzati in seguito anche per La donna che visse due volte di Alfred Hitchcock.

## Distribuzione
Dopo l'anteprima del 20 marzo 1949 a New York, il film fu distribuito nelle sale cinematografiche statunitensi a partire dal 1º aprile.

### Date di uscita
- USA (Impact) - 1º aprile 1949
- Svezia (Mysteriet Williams) - 26 settembre 1949
- Portogallo (Quando Ele Voltou) - 6 febbraio 1950
- Australia (Impact) - 23 giugno 1950
- Italia (Ho ritrovato la vita) - 10 ottobre 1950
- Danimarca (Mysteriet Williams) - 19 febbraio 1951
- Finlandia (Tuhoava isku) - 30 maggio 1952

### Critica
Richard Gilliam definisce il film su AllMovie «un "crime drama" ben raccontato, contraddistinto da buone interpretazioni di un cast di veterani», pur evidenziando la mancanza «dell'energia necessaria per raggiungere lo status di grande classico».
Monica Sullivan di Movie Magazine International ritiene che con una migliore distribuzione il film «avrebbe potuto raccogliere la reputazione che merita, perché raramente un film noir è stato sapientemente contorto come questo», mentre Steve Miller sul sito Shades of Gray lo giudica «interessante e imprevedibile dall'inizio alla fine, con attori di talento che interpretano personaggi interessanti con dialoghi taglienti e si muovono attraverso una storia che presenta una serie di standard del cinema noir».